# Villa Karayib
Villa Karayib est une série télévisée française de durée courte, au ton humoristique en 140 épisodes, créée par Alain Agat et Philippe Giangreco, et réalisée par Philippe Giangreco et Gwendal Pointeau, pour le compte de Canal+ Overseas.
Tournée en Guadeloupe entre novembre et décembre 2013, pour une première diffusion prévue sur Canal+ Antilles à partir de mars 2014, la série a été reprogrammée pour le troisième trimestre de cette même année. En France, elle est diffusée sur France Ô au début de l'année 2016 et depuis le 22 août 2016.

## Synopsis
Sur le ton de la comédie, ce shortcom met en scène le quotidien de quatre jeunes femmes colocataires que tout oppose, contraintes de cohabiter avec une sexagénaire, aigrie par ses déboires avec les hommes, et propriétaire d'une grande villa créole implantée sous le soleil de la Caraïbe.

## Distribution

### Acteurs principaux
- Viviane Emigré : Marie-France Trésor, la propriétaire de la villa, originaire de la Guyane.
- Joséphine Jobert : Kannelle Benneteau de la Prairie, la colocataire originaire de la Martinique.
- Emma Lohoues : Akissi Kouassi, la colocataire originaire de Côte d’Ivoire.
- Flavie Péan : Léa Montel, la colocataire originaire de Paris.
- Catherine Dénécy : Amélie Pilat, la colocataire originaire du sud de la Guadeloupe.
- Dominik Bernard : Rosan, le voisin, secrètement amoureux de Marie-France.

## Fiche technique
- Titre original : Villa Karayib
- Société de production : Skyprod, Art&Vision, De Père en Fils, Canal+ Caraïbes
- Société(s) de distribution (pour la télévision et DVD) : Canal+ Caraïbes
- Budget global : 1,5 million d'euros[1]
- Pays d'origine :  France
- Région de production :  Guadeloupe
- Langue : français
- Genre : Shortcom
- Durée : environ 3 minutes 30 secondes

## Production et tournage
- La série est portée par les sociétés de production guadeloupéennes Skyprod et Art&Vision, ainsi que par la société parisienne De père en fils. Canal+ Caraïbes intervient sur le projet en tant que coproducteur et diffuseur.
- Les épisodes de la série sont rythmés par des morceaux créés par Exxòs MètKakola, un auteur-compositeur, rappeur, beatmaker et ingénieur du son guadeloupéen, créateur du concept KAKO-Mizik.
- Chaque épisode de Villa Karayib est une suite de sketchs, filmés d'un seul point de vue, sans mouvements de caméra. Les transitions entre les sketchs se font au moyen de virgules musicales rappelant le générique.
- La première saison de Villa Karayib a été tournée du 21 novembre au 19 décembre 2013, en Guadeloupe, à Saint-François, dans une grande villa implantée dans le hameau de Sèze[1].
- La Région Guadeloupe a soutenu financièrement la première saison de ce projet à hauteur de 337 400 euros[2].
- Si à l'origine l'actrice Firmine Richard devait prendre la tête du casting de la série[3], c'est finalement la comédienne guyanaise Viviane Emigré qui interprète le rôle de Marie-France Trésor, la propriétaire de la villa.
- Après Foudre en 2006 et Sous le soleil de Saint-Tropez en 2014, Villa Karayib marque la troisième collaboration des comédiennes Joséphine Jobert et Flavie Péan dans une série télévisée française.